# 特奥·海姆斯凯克
特奥多鲁斯·“特奥”·海姆斯凯克（荷蘭語：Theodorus "Theo" Heemskerk，1852年7月20日—1932年6月12日），男，荷兰王国政治人物，反革命党成员，1908年至1913年任荷兰首相。

## 家庭
父亲扬·海姆斯凯克，曾任荷兰首相。